# Хемијска екологија
Хемијска екологија изучава улогу хемијских интеракција између живих организама и њиховог окружења, и последице тих интеракција на етологију и еволуцију организама. Она је стога огромно и високо интердисциплинарно поље. Хемијска екологија ставља свој фокус на биохемију екологије и специфичне молекуле или групе молекула који функционишу као сигнали за иницирање, модулисање, или терминацију мноштва биолошких процеса као што је метаболизам. Молекули који се користе у таквим улогама типично се са лакоћом преносе путем дифузије кроз органске супстанце имају ниску молекулску масу и изведени су из секундарних метаболичких путева, али исто тако могу да буду пептиди. Хемијски еколошки процеси који су посредовани семиохемикалијама могу да буду интраспецифични (јављају се у оквиру врсте) или интерспецифични (јављају се између врста).
Ово поље се ослања на аналитичку и синтетичку хемију, протеинску хемију, генетику, неуробиологију, екологију, и еволуцију.